# Ignazio Papardo del Parco
Ignazio Carlo Vittore Papardo del Parco (Messina, 31 juli 1817 – , 22 november 1874) was een Rooms prelaat op Sicilië, eerst in het koninkrijk der Beide Siciliën en nadien in het koninkrijk Italië.

## Levensloop
De ouders van Papardo waren edellieden in Messina, Sicilië: zijn vader was prins Giovanni, prins van Parco, markies van Pozzo en graaf van Castroello. Zijn broers waren: prins Francesco del Parco; Placido bankier bij de Banco di Sicilia in Messina; Giuseppe aartsbisschop van Monreale en Ferdinando een Theatijns priester. Met deze generatie zonen stierf de adellijke familie Papardo del Parco uit.
Papardo trad in bij de Theatijnen en werd in 1840 tot priester gewijd binnen deze priesterorde.
Paus Pius IX benoemde Papardo, op aangeven van het kapittel van Santa Lucia del Mela, tot territoriale prelaat van Santa Lucia del Mela (1858). Dit was immers een territoriale pauselijke prelatuur, dit wil zeggen een prelatura nullius of prelatuur zonder bisschoppelijk gezag (nullius) en derhalve rechtstreeks onder pauselijk gezag. Dezelfde dag verleende Pius IX hem de eretitel van bisschop van Myndos. Myndos is een opgedoekt bisdom in Klein-Azië. Het kustdorp draagt de Turkse naam Gümüşlük. Twee jaar later sloot Sicilië aan bij het eengemaakte koninkrijk Italië (1860).
Nog eens elf jaar later (1871) werd Papardo getransfereerd naar de bisschoppelijke troon van Patti op Sicilië. Hij bleef er bisschop tot zijn overlijden (1874).